# Dániel könyve
Dániel könyve a Bibliában az Ószövetség része, annak második legkésőbbi eredetű könyve.
Olyan kánoni irat, amelyet a keresztények a prófétai könyvek között tartanak számon, míg a zsidók a vegyes Írások közé sorolják (Ketuvím - Írások). A 14 fejezetből álló könyv első 12 fejezete kezdettől fogva a kánonban szerepel, míg utolsó két függelék-szerű része (a Bél sárkányról és Zsuzsannáról szóló rész) csak később került a kánonba, és csak a katolikus ill. ortodox hagyomány tekinti kánoninak, a protestáns hagyomány és a mai zsidóság nem. Ezért ez a 2 rész a deuterokanonikus könyvek közé tartozik.
Az első 12 fejezet héberül és arámul íródott, míg az említett deuterokanonikus 13-14. rész fellelhető legrégebbi szövege ógörög.
A könyv egy Kr.e. 2. században keletkezett  bibliai apokalipszis Kr.e. 6. századi környezeti háttérrel.
A könyv első része Dánielnek és három társának a bábeli királyi udvarban játszott szerepét beszéli el, akik a pogány környezetben is megtartják a zsidó étkezési és vallási szokásokat és terjesztik JHVH, az egyedüli Isten vallását. Természetfeletti és rendkívüli dolgokat művelnek (megmenekülnek a tüzes kemencéből, Dánielnek nem esik bántódása az oroszlánok vermében), Dániel álmokat fejt és látomásokat magyaráz (a királyi mulatozás közben misztikus kéz jelenik meg és ír a falra).
A könyv második része apokaliptikus látomásokat tartalmaz. E látomások mondanivalója, hogy miként pusztulnak el az istentelen nagy világbirodalmak.

## A könyv keletkezése
Hagyományosan Dánielt tartották a könyv történelmi szerzőjének, mivel a könyv egy része egyes szám első személyben meséli el a történteket, és a Kr. e. 6. századra tették a könyv megírását.
A mai kutatók szerint nem Dániel a könyv szerzője, de már az ókorban is Porphüriosz Antiokhosz uralkodása idejére tette a könyv keletkezését.
A könyv keletkezéstörténetére nincs kielégítő válasz. Három nyelven íródott, ezért arra lehet következtetni, hogy hosszabb irodalomtörténete van. 
| nyelv | könyvrész                                                                   |
| ----- | --------------------------------------------------------------------------- |
| héber | 1–2,4a; 8,1–12,3                                                            |
| arám  | 2,4b–7,28                                                                   |
| görög | 3,24–50,51; 51–90; 13,1–14,42 (a katolikus és ortodox keresztény Bibliában) |

A harmadik és első személyben váltakozó narratív perspektíva, a nyelvi változások és a görög kiegészítések a könyv létrejöttének hosszabb folyamatát jelzik. Tartalmi törések is vannak: a Dán 1:5 szerint Dánielnek három év kiképzés után kellett volna szolgálnia a királyt, de a 2:1.25 szerint ezt már a második évben megtette.
Általánosan elfogadott, hogy Dániel könyve arámi nyelvű udvari elbeszélések gyűjteményeként keletkezett, amelyet később a héber nyelvű kinyilatkoztatásokkal bővítettek ki. Az udvari elbeszélések eredetileg önállóan is terjedhettek, de a megszerkesztett gyűjtemény talán a Kr. e. 3. század végén, de nagy valószínűséggel a Kr. e. 2. században keletkezett, a makkabeusok ideje alatt.
A  könyv jelenlegi kánoni formája vagy annak egy része (a kutatók többségének véleménye szerint) Kr. e. 167-164 között keletkezett, a hellenizációs kísérlet idejében. Elképzelhető az is, hogy a könyv első része korábban, más szerző által íródott, mint a második. A keltezés idejének meghatározását két dolog nehezíti meg: az egyik a történelmi utalások kezelése, a másik pedig a három nyelv használata.
Keresztény szempontból a legsarkalatosabb kérdés az, hogy a részletgazdag, egyértelműen a Kr. e. 2. században élt IV. Antiokhoszra utaló 11. fejezetet 400 évvel korábbi keltezésű jövendölésének kell-e tekinteni.
A feltehetően Kr. e. 2. századi keletkezése ellenére Kr. e. 605-ben kezdi a történetet. Történelmi háttere elnagyolt, számos egymás utáni uralkodó jelenik meg a Dániel könyvében szereplő néhány uralkodó portréja alatt - ami a több évszázados távlatból tulajdonképpen érthető is. Érdekes módon "Nabukodonozor őrületének" motívuma történetileg párhuzamba állítható Nabú-Naid kb. tíz éves, források által dokumentált, megmagyarázhatatlan "eltűnésével", melyből visszatérve folytatta uralkodását. A könyvben nyilvánvalóan szerepelnek történelmi eredetű motívumok, de tanulság-központú narratívája miatt - mint a fent említett példából is láthatjuk - a könyv történelmi forrásértéke megkérdőjelezhető.
Dániel könyvének eseménytörténetét gyakorlatilag törésmentesen folytatja a Makkabeusok két könyve, amely Kr. e. 100 körül keletkezett és ezek a legkésőbbi kanonizált könyvek.
Rendszertelen szerkezetű, de egy stílusú mű ez, még akkor is, ha a középső része eredetileg arameus nyelven íródott, míg a nagyobb része héber. A több száz évnyi távlat miatt legfeljebb az i. e. 6. századi eseményekről élő i. e. 2. századi elképzeléseket láthatjuk. A vallás i. e. 2. századi állapotának i. e. 7–6. századba való visszavetítése mindenképp anakronisztikus. Dániel könyvének történelmi tévedéseihez érdekes adalékként szolgált a kumráni tekercsek „Nabúnáj imája” irat. Ezekben határozottan felismerhető – minden töredékesség ellenére –, hogy a Dánielnél teljes mértékben anakronisztikusan szerepeltetett Nebukadnécár helyett Nabúnáj volt a szenvedő alanya a történetnek. Azaz a zsidók éppenséggel ismerhették Dániel szerkesztésekor a valódi történést, a kanonizált szerző mégis szándékosan átalakította, mert így a gyűlölt Nebukadnécár alakjára tudta átvinni a hétéves őrületet. II. Nabú-kudurri-uszur (Nebukadnécár) esetében a történelem nem tud hétéves távollétről, míg Nabú-naid valóban hosszú időt töltött birodalma fővárosától távol, Thaimában (Dél-Arábia), mely idő alatt fia, Bél-sar-uszur kormányzott társuralkodói minőségben. Ráadásul Thaima sivatagi oázis, így a „puszta” említése is hiteles, mindössze annyi a tévedés, hogy Nabú-naid nem valamiféle őrület okán időzött ott.

## Tartalma
I. RÉSZ: Elbeszélések (1:1–6:29 fejezet)
- 1: Bevezetés (1:1–21 – a babiloni korszakban játszódik, héberül írva)
- 2: Nabukodonozor álma a négy királyságról (2:1–49 – babiloni korszak; arámiul írva)
- 3: A tüzes kemence (3:1–30/3:1–23, 91–97 – babiloni korszak; arámi)
- 4: Nabukodonozor őrülete (3:31/98–4:34/4:1-37 – babiloni korszak; arámi)
- 5: Belsazár lakomája (5:1–6:1 – babiloni korszak; arámi)
- 6: Dániel az oroszlánok barlangjában (6:2–29 – méd korszak Perzsia említésével; arámi)

II. RÉSZ: Látomások (7:1–12:13 fejezet)
- 7: A fenevadak a tengerből (7:1–28 – babiloni kor: arámi)
- 8: A kos és a kecskebak (8:1–27 – babilóniai kor; héber)
- 9: A hetvenhetes prófécia értelmezése (9:1–27 – méd korszak; héber)
- 10: Az angyal kinyilatkoztatása: észak és dél királyai (10:1–12:13 – perzsa korszak, görög kor említése; héber)

részenként
1. rész: A fiatal Dániel és társai Nabú-kudurri-uszur királyi udvarában. A leírásból az derül ki, hogy Dániel és társai júdai menekültként élnek Babilonban. Nemesi származásuk és kiemelkedő szellemi képességeik miatt a király udvari körébe kerülnek.
2. rész: Nabú-kudurri-uszur álma. Dániel értelmezi.
3. rész: A tüzes kemence
4. rész: Nabú-kudurri-uszur betegsége
5. rész: Természetfeletti írás a falon Baltazár király lakomáján. Dániel megfejti a szöveget.
6. rész: Dánielt az oroszlánok barlangjába vetik. Isten segítségével megmenekül
7. rész: Dániel látomása: A négy vadállat: négy egymást követő birodalom jelképe
8. rész: Dániel látomása: A kos és a kecskebak. A kost jelképező Méd-Perzsa Birodalmat a kecskebak, vagyis Nagy Sándor birodalma váltja fel. (A szöveg itt arámból héberre vált)
9. rész: Dániel imádsága. Isten megmutatja Dánielnek, hogy mit tartogat a jövő.
10. rész: Dániel és az angyal. Böjtje során újabb látomást kap.
11. rész: Harc a hatalomért
12. rész: A szabadulás. Az Ószövetség könyvei közül elsőként Dániel könyve beszél a feltámadásról. A végítélet mibenlétét azonban még Dániel sem képes felfogni.

## Értelmezése

### Katolikus értelmezés
Dániel két nagy birodalom zsarnoksága alá kerül, és mindkettőben elszenvedi a szakrális deszakralizációját, és a nem szakrális istenítését. A két történeti réteg -- káldeus és méd -- eseményei mintegy egymás variációi, egymásra rímelő ismétlődései, a prófétát érő istentelenség provokációja azonban a történet során folyamatosan növekszik. A könyv pesszimizmussal szemléli a történelmet, abban megállapítja a bűn fokozatos növekedését, mely halad a tetőpont felé: Az egymást követő birodalmak gonoszságban túlszárnyalják az előzőt. Dániel azonban állhatatosan kitart az igazság és a Szent imádása mellett. A végkifejletben a birodalmak már Isten népét is megsemmisítéssel fenyegetik. Ez lesz a pillanat amikor maga az Isten avatkozik be és igazságot szolgáltat: a végítélet előképében az új teremtés rendjét szemlélhetjük, mintegy ószövetségi apokalipszis formájában. Ekkor megvalósul Isten országa (3,33; 4,31), és csak így áll helyre a méltányosság, az igazság, és az egyetlen Isten tisztelete. Az égi valóság jelenik meg, nem a földi, a holtak közül sokan életre kelnek, méltó jutalomban vagy büntetésben lesz részük (12,2–3).

## Dániel könyvének szövege
- Dániel könyve (Biblia, Szent István Társulat) (katolikus)
- Dániel könyve (Biblia, Káldi-Neovulgáta) (katolikus)
- Dániel könyve (Biblia, magyar Bibliatársulat újfordítású Bibliája) (protestáns)